# 肌肉山山
肌肉山山（英語：jiroushanshan，1993年10月8日—），以健身及惡整姊姊影片聞名的南韓Youtuber，韓文本名백두산，中文名白頭山，生於南韓，畢業於韓國中央大學師範系體育教育部。

## 外部連結
- 肌肉山山jiroushanshan的youtube （页面存档备份，存于）
- 肌肉山山的instagram （页面存档备份，存于）
- 肌肉山山的facebook （页面存档备份，存于）
- 肌肉山山的bilibili （页面存档备份，存于）